# Висмутил

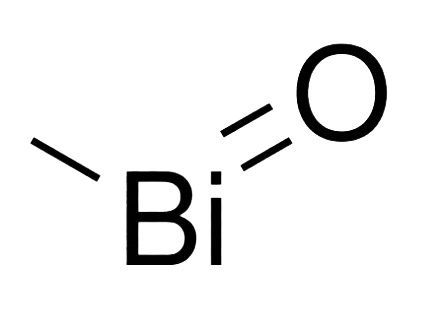
Висмутил (структурная формула)

Висмути́л (англ. Bismuthyl, Bismuthyle) — неорганический кислородсодержащий радикал, однозарядный ион с химической формулой BiO+, представляет собой оксикатион висмута в степени окисления +3. Чаще всего образуется при гидролизе солей трёхвалентного висмута, прежде всего, нитрата, хлорида и других галогенидов. В химических соединениях висмутил играет роль однозарядного катиона.
В отличие от других неорганических радикалов типа гидроксил, карбонил, хромил, уранил или ванадил, согласно действующим правилам ИЮПАК названия типа висмутил и антимонил (стибил) для ВiO+ и SbO+ не рекомендуются, поскольку отдельные молекулы указанных групп реально не содержат, а их присутствие в соединениях предпочтительно обозначать как оксиды:16 .Однако последнее положение остаётся дискуссионным: и в настоящее время российская школа неорганической химии по-прежнему оперирует катионами висмутила и стибила как реально существующими радикалами:14.

## В истории химии
Вплоть до последней четверти XX века реальное существование висмутил-иона не подвергалось сомнению, он полноправно присутствовал во всех справочниках и пособиях по неорганической химии, в том числе немецких и англоязычных. Самым известным соединением подобного класса считался хлористый висмутил, химические свойства которого были подробно изучены и считались титульными для всех прочих соединений висмута:144. Кроме того, соединение с расчётной формулой BiOCl существует в природе в виде бисмоклита, одного из вторичных метаморфизованных минералов из класса галогенидов.
В классической советской неорганической химии радикалы висмутил и антимонил считались важной частью химии соответствующих элементов. У висмута и сурьмы было необходимо различать нормальные соли (например, Bi(NO3)3, SbCl3) и основные соли, содержащие радикалы (например, BiONO3, SbOCl):416.
В фундаментальном трёхтомнике «Современная неорганическая химия» авторства нобелевского лауреата Франка Коттона и Джефри Уилкинсона, подытоживающем новейшие достижения науки за первую половину XX века, реальное существование катиона висмутила не только не подвергается сомнению, но даже не обсуждается в каких-либо деталях. Этот неорганический радикал упоминается без дополнительных пояснений и по умолчанию считается наследием фундаментального корпуса неорганической химии XIX века. Прежде всего, авторы отмечают, что из всей группы пниктогенов только для висмута существует действительно обширная и подробно разработанная химия катионов. По мнению авторов, водные растворы солей висмута содержат вполне определённые гидратированные катионы. Причём, висмутил в новейшей на то время редакции приобретает также квазиполимерные свойства, соединяясь в цепочки или гексагоны. К примеру, в нейтральных растворах перхлоратов основными ионами являются [Bi6O6]6+ или его гидратированная форма [Bi6(OH)12]6+, а при более высоких значениях pH образуются [Bi6O6(OH)3]3+ :364.

## В минералогии и геохимии

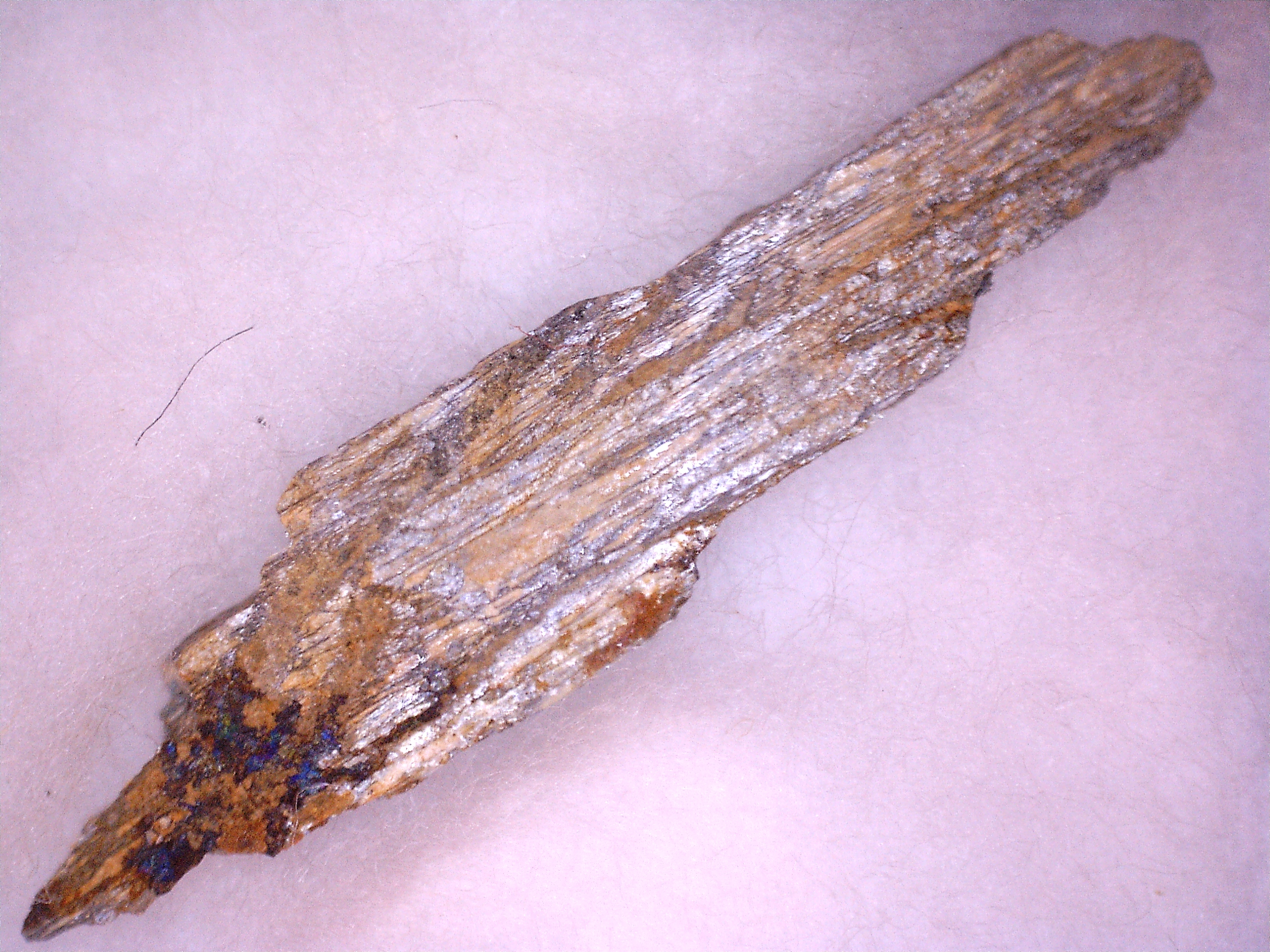
Бисмоклит (Бразилия)

Ранее считалось, что висмутил играет едва ли не главную роль в геохимии висмута и метаморфических процессах, проходящих в жидкой среде.  Уже в рудных водах висмут и его основные соединения окисляются, образуя труднорастворимый оксихлорид — бисмоклит, который при смешении с гидрокарбонатными фоновыми водами замещается ещё более труднорастворимым — бисмутитом. Как итог, небольшие количества висмута циркулируют как в рудных, так и в фоновых водах именно в виде висмутил-иона.:291.
Миграция висмута в нейтральных и слабощелочных грунтовых водах в форме простого иона висмута затруднена в результате низкого порогового pH для выпадения его гидроокиси из раствора. Согласно произведённым в конце 1960-х годов термодинамическим расчётам для полей устойчивости самородного висмута, висмутина, окислов висмута и хлорида висмутила, в координатах pH—Eh основной ионной формой миграции висмута являлся именно висмутил-ион BiO+. Согласно расчётам, он занимал ведущее место в обменных и окислительных процессах, постоянно проходящих в эрозионных зонах висмутовых минералов.
Хлористый висмутил, наряду с нитратом BiO(NO3) изначально считавшийся титульным соединением этого катиона, реально существует в природе в виде бисмоклита, одного из вторичных метаморфизованных минералов из класса галогенидов. Согласно конвенционально признанной ещё в XIX веке химической формуле, бисмоклит состоял именно из катионов висмутила (BiO+) и анионов хлора. Таким образом, раньше химический состав этого минерала традиционно носил название хлористый висмутил или висмутил-хлорид. Однако к концу XX века по результатам направленных химических анализов реальность существования двухатомного иона висмутила была поставлена под сомнение. С того момента бисмоклит характеризовался как оксид-хлорид висмута. Таким же образом предлагалось переименовать все аналогичные соединения висмутила, прежде всего, остальные галогениды (от фторида до йодида) и нитрат.
В отличие от признанных западным научным сообществом названий других радикалов этого типа — гидроксил, карбонил, хромил, уранил или ванадил, согласно действующим правилам ИЮПАК, названия типа висмутил и антимонил для ВiO+ и SbO+ не рекомендуются к употреблению, и их присутствие в соединениях предпочтительно обозначать как оксиды:16 или оксосоли. Таким образом, в современной западной минералогии и геохимии признано, что бисмоклит не содержит отдельных (выявляемых и зарегистрированных) катионол висмутила, а состоит из оксихлорида (оксохлорида) висмута. Между тем, до сих пор это мнение не является общепризнанным и заочный спор учёных очевидным образом не получил однозначного разрешения. В частности, традиционная российская химическая наука до сих пор продолжает придерживаться мнения, что радикал висмутила, представляющий собой катион с положительным зарядом1+, проявляющий себя как одновалентный металл, реально существует:129. Согласно этой точке зрения, бисмоклит было бы вполне допустимо определять как висмутил-хлорид или хлористый висмутил.

## Химические свойства

Нитрат висмутила

Классическим способом получения солей висмутила считалась обработка оксида висмута (Bi2O3) азотной кислотой. При этой реакции в качестве конечных продуктов образуются соли висмутила, такие как BiO(NO3) и Bi2O2(OH)(NO3). Такие же соли висмутила осаждаются при разбавлении сильнокислых растворов различных соединений висмута:364.
Образование висмутила считалось также процессом, постоянно происходящим в результате гидролиза. Так, нитрат висмута, Bi(NO3)3 • 5H20, выкристаллизовывается из раствора, получающегося в результате взаимодействия висмута с азотной кислотой. Он растворяется в небольшом количестве воды, подкисленной азотной кислотой. Однако при разбавлении раствора бо́льшими количествами воды происходит гидролиз и выпадают основные соли, состав которых зависит от условий. Часто образуется соль состава BiONO3:416.
Хлористый висмутил (BiOCl) легко растворим в соляной кислоте. Причём, процесс этот, подобно нитрату, протекает по обратимой реакции, смещение реакции влево или вправо происходит также по линии гидролиза в зависимости от относительного количества воды и присутствующей (остаточной) соляной кислоты. Добавление воды к слегка кислому раствору ВіСІз тотчас вызывает появление белого осадка основного хлорида висмута BiOCl. При добавлении соляной кислоты осадок снова растворяется, но он немедленно выпадает от прибавления большего количества воды. Все остальные соединения висмута ведут себя в водных растворах аналогично хлориду.:144
В более подробном виде протекающие реакции гидролиза на примере хлорида висмута обычно изображаются следующими обратимыми уравнениями:

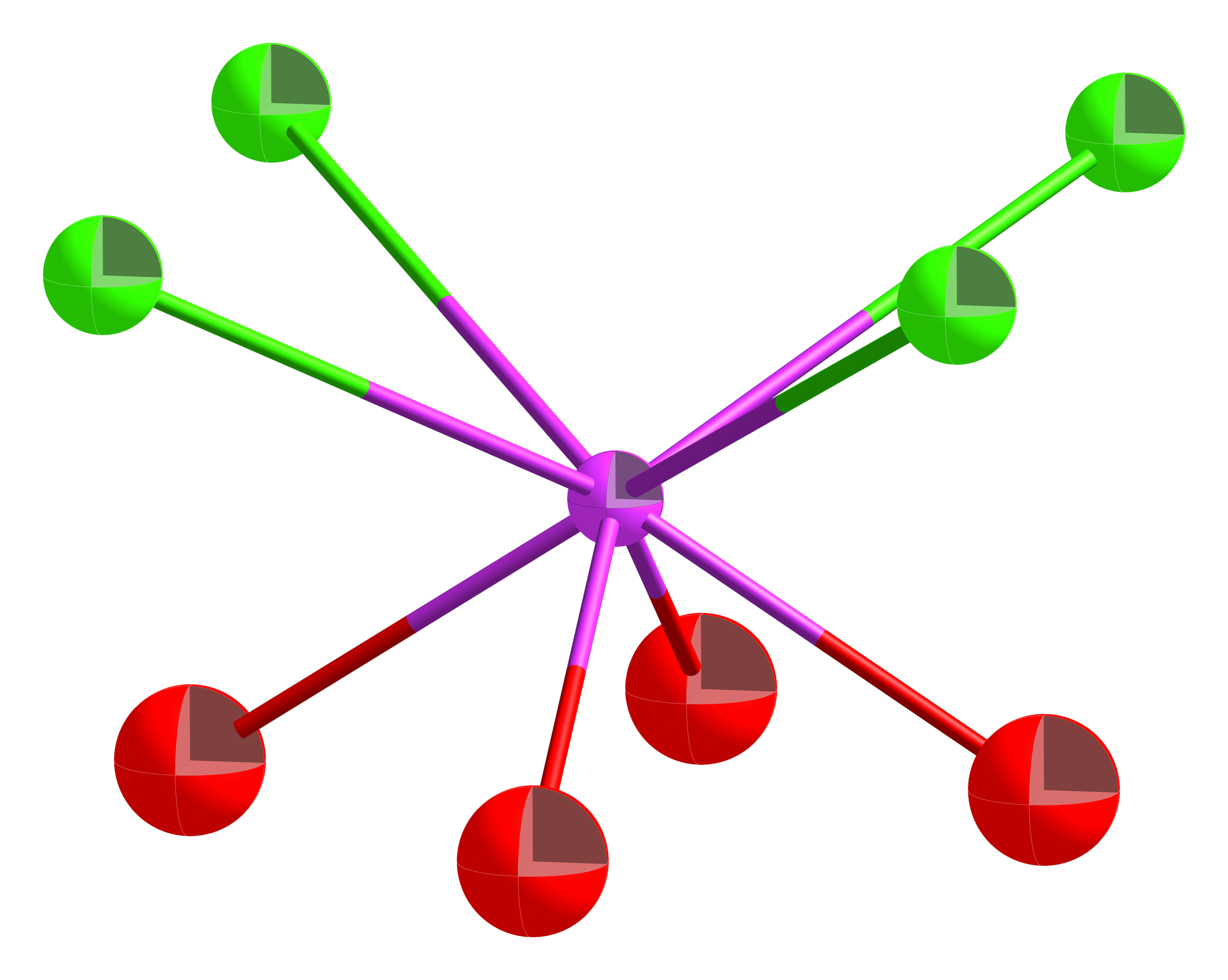
Хлористый висмутил
(или оксихлорид висмута)

BiCl3 + H2O ↔ BiOHCl2 + HCl
BiOHCl2 + H2O ↔ Bi(OH)2Cl + HCl
Образующийся хлорид дигидроксовисмута неустойчив и легко отщепляет молекулу воды
Bi(OH)2Cl = BiOCl + H2O
На выходе получается основная соль, содержащая катион висмутила ВiO+, т.е. хлорид висмутила.
Точно также гидролизуется и нитрат висмута, образующий основную соль состава ВiONO3. Однако с ним реакция в водной среде удаётся значительно хуже и не имеет столь наглядного результата, поскольку образующийся нитрат висмутила растворим в воде значительно лучше, чем его хлорид.:104
Реакция гидролиза солей висмута носит обратимый характер, а потому при нагревании и добавлении к осадку соляной кислоты, он снова растворяется:
BiOCl + 2HCl = BiCl3 + H2O
При новом разбавлении раствора водой опять выпадает осадок основной соли:104.
В качестве основного механизма в подобных реакциях выступает выраженная амфотерность гидроксидов Э(ОН)3 для мышьяка и сурьмы и основные свойства для висмута, в результате которых соли подвержены гидролизу, особенно в случае сурьмы и висмута, для которых характерно образование катионов стибила SbO+ и висмутила BiO+.
Таким образом, Bi(OH)3, теряя воду при нагревании, переходит в гидроксид висмутила жёлтого цвета с формулой BiO(OH), труднорастворимый в воде, который при дальнейшей дегидратации образует оксид Bi2O3.:129
Все галогениды висмута и сурьмы также подвержены гидролизу, в результате которого образуются соответствующие оксогалогениды:133 .Отмечается также, что все соединения антимонила (стибила) и висмутила плохо растворимы в воде и в результате гидролиза соответствующих солей быстро выпадают в осадок (белого цвета):416.
Как отмечается в учебных пособиях, особенно важным и показательным для химии висмута, например, в отличие от химии свинца, является образование в результате гидролиза не гидроксо-, а именно оксокатионов, к числу которых, прежде всего, и относится висмутил::334
Bi3+ + H2O ↔ BiO+ + 2H+
При этом отмечается, что катион BiO+ — висмутил, в котором атомы связаны прочной ковалентной связью, существует не только в растворах, но и как самостоятельный катион в кристаллических солях, таких как BiOCl, BiON03:334. Катион висмутила широко участвует также и в висмут-органических соединениях, где образует ковалентные связи.
Кроме собственно висмутила, для химии висмута считаются показательными также соответствующие солям висмутила тиосоединения, например, серого цвета хлорид тиовисмутила с формулой BiSCl и другие, подобные ему. Эти вещества, в отличие от солей висмутила, очень устойчивые по отношению к воде, могут быть легко получены действием газообразного сероводорода на соответствующий тригалогенид висмута:278.

## Практическое значение
Минерал бисмоклит (хлористый висмутил) имеет традиционное применение как одна из вторичных руд висмута, постоянно образующихся в зонах окисления. В смеси с другими сопутствующими рудами она случит сырьём для получения чистого висмута и его соединений.
В медицинской диагностике бисмоклит (в форме очищенного оксохлорида висмута) применяется в качестве местного рентгеноконтрастного средства. Кроме того, в производстве косметических средств бисмоклит используется как улучшающая добавка, он придаёт перламутровый блеск губной помаде, лаку для ногтей и теням для глаз. В химической промышленности в процессе крекинга углеводородов хлористый висмутил употребляется в качестве катализатора. Катион висмутила широко участвует также и в синтезе висмут-органических соединений, в том числе, имеющих фармацевтическое применение.
В официальных пояснениях к единой товарной номенклатуре внешнеэкономической деятельности Евразийского Экономического Союза отдельно упоминается «оксид хлорид висмута» или «висмутил хлорид» с формулой BiClO. Белый порошок высокой степени очистки применяется как пигмент под названием «перламутровый белый» при изготовлении искусственного жемчуга.